# 관악언론인회
관악언론인회(冠岳言論人會)는 서울대 언론동문회로서 2003년 창립되었다. 초대 회장은 당시 조선일보 부사장인 안병훈이다.
서울대 출신의 전·현직 언론인과 언론 홍보분야 학계 및 단체 동문들의 모임으로 동문 언론인의 친목 도모와 동창회 발전 사업, ‘서울대 언론인 대상’시상과 언론 연구사업 등을 펼치고 있다.

## 연혁
- 2003. 4.23 관악언론인회 창립
- 2004. 2.11 제1회 서울대 언론인 대상 수상식[3]
- 2017. 4.22 이용식 문화일보 논설주간 신임회장 취임[4]

## 역대 이사장
- 초대 : 안병훈 도서출판 기파랑대표 (2003~2007)
- 2대 : 남중구 동아일보 화정평화재단 이사장(2007~2008)
- 3대 : 이형균 전 경향신문 편집국장(2008~2009)
- 4대 : 문창극 전 국무총리 내정자(2009~2011)
- 5대 : 배인준 동아일보 주필(2011~2015)
- 6대 : 김진국 중앙일보 대기자(2015~2017)
- 7대 : 이용식 문화일보 논설주간(2017~2019)
- 8대 : 김창균 조선일보 논설주간(2019~2021)
- 9대 : 박제균 동아일보 논설주간(2021~2023)
- 10대 : 박민 KBS 사장(2023~현재)